# Extreme Rules (2009)
Extreme Rules 2009 est un Pay-per-view de catch de la World Wrestling Entertainment. C'est le 1er Extreme Rules de l'histoire de la WWE, succédant à One Night Stand. Il s'est déroulé le 7 juin au New Orleans Arena de La Nouvelle-Orléans, en Louisiane. Il y'avait huit matchs sur la carte, mais neuf matchs se sont succédé.
Le Main-Event de la soirée opposé Edge à Jeff Hardy dans un Ladder Match pour le World Heavyweight Championship. Après le match, CM Punk utilisa sa mallette du Money in the Bank contre Jeff Hardy (le vainqueur du match), puis après 2 GTS contre celui-ci, il gagna le titre.
L'un des matchs de la soirée opposait Randy Orton et Batista dans un Steel Cage Match pour le WWE Championship. Il y'a eu aussi un Submission match entre John Cena et The Big Show. L'un des matchs attendus de la soirée dut un No Holds Barred Match pour le Intercontinental Championship entre Rey Mysterio et Chris Jericho, CM Punk contre Umaga dans un Samoan Strap Match et un Triple Threat Match pour le ECW Championship.
La musique officielle d'Extreme Rules était You’re Going Down des Sick Puppies.
Rey Mysterio était la vedette de l'affiche officielle.
L'événement a eu 213 000 d'achats, alors que One Night Stand (2008) a eu 194 000 d'achats.

## Contexte
Les Pay-Per-View de la WWE sont généralement constitués de matchs justifiés par des rivalités ou qualifications survenues dans les différents shows de la WWE : RAW, WWE SmackDown, ECW et Superstars.
La principale rivalité de l’événement était celle entre Randy Orton et Batista pour le WWE Championship. Lors du précédent PPV, Orton a perdu son match contre l'Animal en se faisant volontairement disqualifié pour avoir frappé l'arbitre, il conserve donc le titre. Lors du RAW du 18 mai, Ric Flair a annoncé que la générale manager, Vickie Guerrero, avait décidée qu'Orton devait faire face à Batista dans un Steel Cage Match.
Une autre rivalité de RAW était celle entre John Cena et le Big Show. Lors de Blacklash, en avril, Big Show attaque John Cena lors de son match face à Edge et lui porte une Chokeslam dans un projecteur. Edge remporte alors le match ainsi que le World Heavyweight Championship. Cena prend sa revanche lors de Judgment Day et gagne. Le 18 mai il est annoncé que Cena et Show s'affronteront dans un Submission Match.
La rivalité de Smackdown était celle entre Jeff Hardy et Edge pour le World Heavyweight Championship. Après qu'Edge ait défendu son titre contre Hardy à Judgment Day, Theodore Long, le général manager de Smackdown, a annoncé le 22 mai que les deux catcheurs d'affronteront dans un Ladder Match pour le titre.

### Jeff Hardy contre Edge
Après la victoire de Edge à WWE Judgment Day, le général manager de Smackdown Theodore Long donnait une chance à Jeff Hardy à Extreme Rules. Un match avec stipulation entre les deux catcheurs a lieu, à la fin duquel le gagnant choisira le match qui se déroulera à ce PPV. Jeff Hardy remporte le match et choisit un Ladder Match.

### Batista contre Randy Orton
À Judgment Day, a lieu un match entre Batista et Randy Orton pour le WWE Championship, Batista gagne le match par Disqualification après que Randy Orton gifla l'arbitre du Match. 24 Heures plus tard, le Nature Boy Ric Flair fit venir dans le ring face à Randy Orton pour annoncer le match a Extreme Rules pour le WWE Championship dans un Steel Cage. Puis Ric Flair affronta Randy Orton dans un Parking Lot Browl Match.

### John Cena contre Big Show
À Judgment Day, John Cena bat The Big Show. 24 heures plus tard, A Raw, on annonce que John Cena affrontera à nouveau Big Show a Extreme Rules dans Submission match

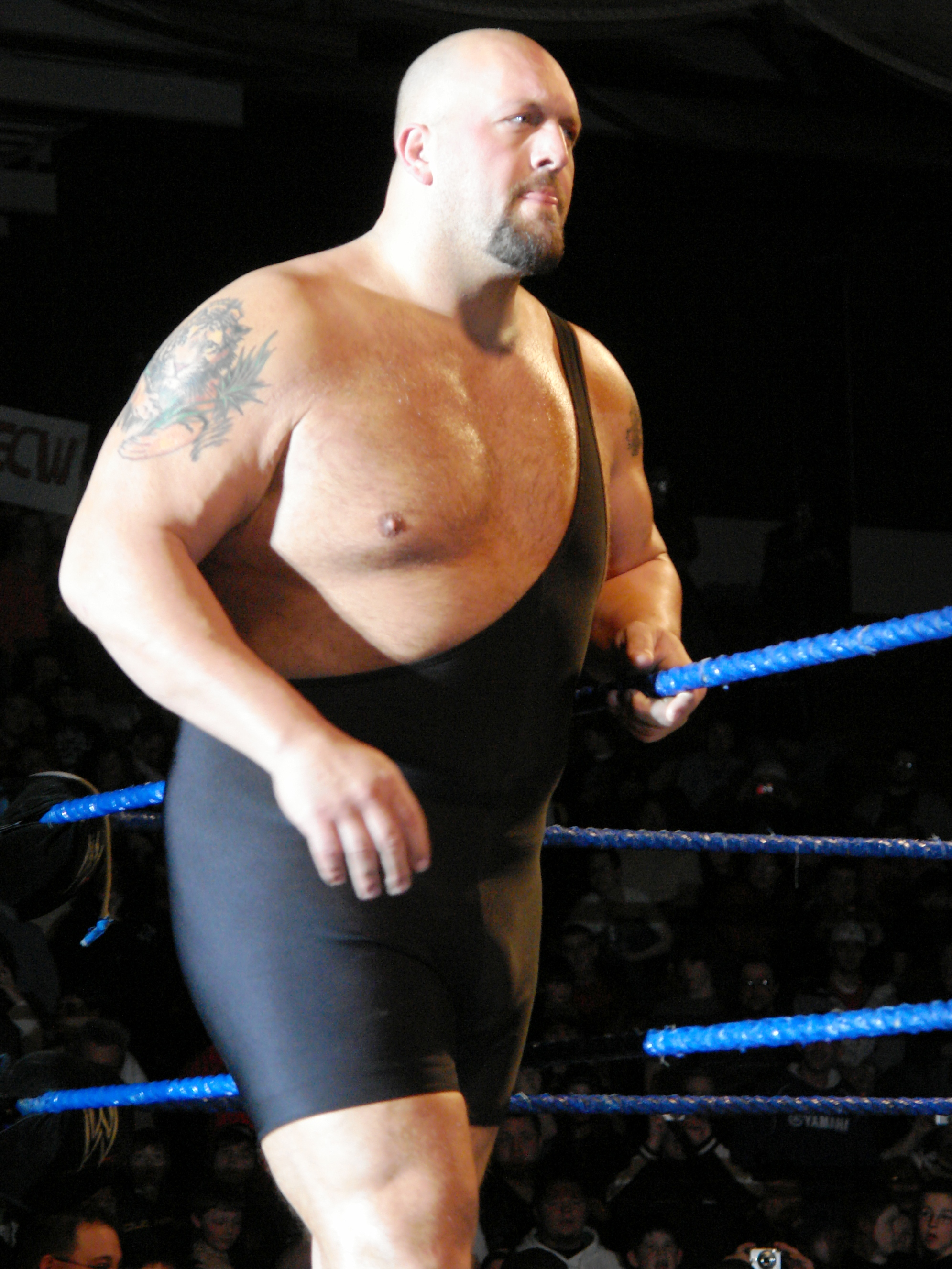
Le Big Show s'est fait battre par John Cena.

### Rey Mysterio contre Chris Jericho
À Judgment Day, Rey Mysterio bat Chris Jericho pour conserver le WWE Intercontinental Championship. Puis à Smackdown, Theodore Long convoqua Chris Jericho, pour lui annoncer qu'à Extreme Rules, il affrontera le champion Rey Mysterio dans un No Holds Barred match

### Christian contre Tommy Dreamer contre Jack Swagger
À Judgment Day, Christian bat Jack Swagger pour ECW Championship, puis a WWE Superstars, il eut un match entre Christian et Tommy Dreamer pour le titre mais aucun de ces deux catcheurs remporte le match après que Jack Swagger vienne attaquer les deux catcheurs. Alors, a Extreme Rules ces 3 catcheurs vont affronter pour le titre dans un Hardcore match

### CM Punk contre Umaga
À Judgment Day, Umaga bat CM Punk. Alors à Smackdown, après un match de CM Punk, Umaga venait avec violence pour challenger CM punk dans un Samoan Strap match à Extreme Rules.

### Vickie Guerrero contre Santina Marella
À Raw, Vickie Guerrero bat Santina Marella et devient Miss WrestleMania. La semaine suivante, Santino Marella & Mickie James battent Chavo Guerrero & Beth Phoenix, permettant à Marella de désigner le type de match à Extreme Rules. Il choisit un Hog Pen match.

### Kofi Kingston contre MVP contre William Regal contre Matt Hardy
Une semaine avant Extreme Rules, à Raw, il eut un match pour le WWE United States Championship entre Kofi Kingston et MVP, et Kofi Kingston remportait le titre, et le dans la même soirée, on annonce qu'a Extreme Rules Kofi Kingston défendrait son titre face à MVP, Matt Hardy et William Regal dans un Fatal Four Way match.

## Déroulement du spectacle

### Matchs préliminaires
Le premier match de la soirée fut un Fatal 4-Way Match pour le United States Championship entre Kofi Kingston (le champion), MVP, Matt Hardy et William Regal.
Le second match est le No Holds Barred Match entre les deux ennemies du moment: Chris Jericho et Rey Mysterio. Le macth fut pour le titre Intercontinental. Avant le match, Jericho est entré à travers la foule, insultent les fans et menaçant ceux qui le touchait avant d'être immédiatement agressé par son adversaire. À la fin du match, Jericho réussi d'arracher le masque du luchador durant son 619 et donc de lui faire un Roll-up Pinfall.
Le troisième match est le Samoan Strap Match entre CM Punk (Mr. Money in the Bank) et Umaga.
Le prochain match est le match pour le ECW Championship entre Tommy Dreamer, Christian et Jack Swagger. Le match fut un Triple Threat Hardcore Match.
Le match qui suivait était le Hog Pen Match entre Vickie Guerrero (General Manager de RAW) et Santina Marella (Santino Marella, en réalité, se présentant comme sa sœur jumelle fictive) pour le titre Miss WrestleMania remporté par Marella à WrestleMania. Chavo Guerrero accompagnait Vickie durant le match.

### Matchs principaux
Le premier main-event fut le Steel Cage Match entre Batista et Randy Orton pour le championnat de la WWE. C'est finalement l'Animal qui remportera le match après une dizaine de minutes.
Le main-event suivant opposait The Big Show et John Cena dans un Submission Match, rivalité qui durait depuis Backlash lorsque Show a attaqué Cena lors de son match contre Edge.
Le dernier match opposait Jeff Hardy et Edge dans un Ladder Match pour le World Heavyweight Championship, match qui fut remporté par Hardy. CM Punk est venu sur le ring avec sa mallette de Money in the Bank, qu'il a remporté à WrestleMania XXV, qui garantissait une occasion un match de championnat au moment de son choix. Il a invoqué son match pour le titre contre Hardy, qu'il a ordonné de commencer immédiatement. Après deux GTS, Punk a fait le tombé Hardy, et gagné le Championnat du Monde pour la deuxième fois.

## Résultats
| #                                                                | Match                                                     | Stipulation | Durée |
| ---------------------------------------------------------------- | --------------------------------------------------------- | --- | ----- |
| 1                                                                | Kofi Kingston (c) bat William Regal, Matt Hardy et MVP    | Fatal-Four Way Match pour le Championnat des États-Unis                                                                             | 6:42  |
| 2                                                                | Chris Jericho bat Rey Mysterio (c)                        | No Holds Barred Match pour le Championnat intercontinental                                                                          | 14:43 |
| 3                                                                | CM Punk bat Umaga                                         | Samoan Strap Match | 8:59  |
| 4                                                                | Tommy Dreamer bat Christian (c) et Jack Swagger           | Triple Threat Hardcore Match pour le Championnat de la ECW                                                                          | 9:38  |
| 5                                                                | Santina Marella bat Vickie Guerrero (c) et Chavo Guerrero | Handicap Hog Pen Match pour devenir Miss WrestleMania                                                                               | 2:43  |
| 6                                                                | Batista bat Randy Orton (c)                               | Steel Cage Match pour le Championnat de la WWE                                                                                      | 7:03  |
| 7                                                                | John Cena bat Big Show                                    | Submission Match | 19:06 |
| 8                                                                | Jeff Hardy bat Edge (c)                                   | Ladder Match pour le Championnat du monde poids lourd                                                                               | 20:06 |
| 9                                                                | CM Punk bat Jeff Hardy (c)                                | Match Simple pour le Championnat du monde poids lourd obtenu avec la mallette du Money In The Bank Ladder Match de Wrestlemania XXV | 1:02  |
| (c) désigne le(s) champion(s) défendant son titre dans le match. |                                                           | |       |

### Conséquences
Durant l'épisode de RAW suivant Extreme Rules, Randy Orton et ses compères, Ted DiBiase et Cody Rhodes (collectivement connu sous le nom de The Legacy), se venge sur Batista pour l'avoir agressé, le forçant à quitter la feud pour le titre de la WWE. Triple H fait son retour ce soir là, en attaquant The Legacy, conduisant à un Fatal 4-Way Match entre Orton, Triple H, John Cena et The Big Show. Orton a gagné le match, seul à avoir Triple H être nommé aspirant numéro un après avoir remporté une 10-men Battle Royal.

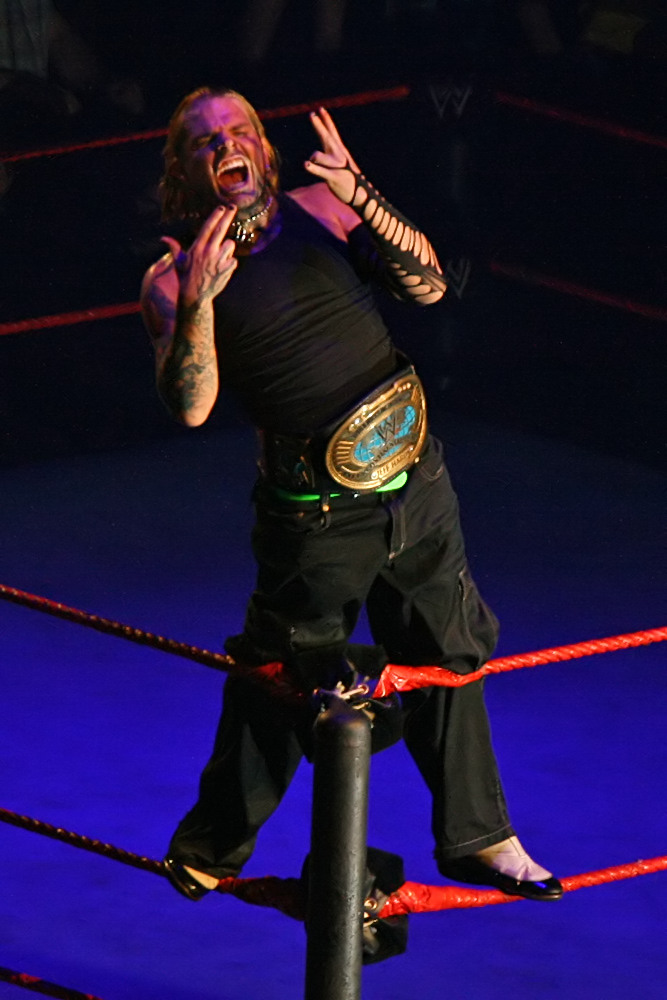
Jeff Hardy a battu Edge en décrochant la ceinture du monde poids-lourd.

Après la victoire de CM Punk à Extreme Rules, Punk a confronté à la fois Jeff Hardy et Edge sur les circonstances dans lesquelles il avait gagné le titre. Il a eu sa première défense de titre le 15 juin à RAW contre les deux anciens champions dans un match qu'il a gagné avant que Theodore Long annonce à Punk était de se défendre contre Hardy à The Bash.
Après que Chris Jericho ait remportait le championnat Intercontinental, il a continué à provoquer Rey Mysterio, portant son masque comme si c'était un trophée. La semaine suivante à SmackDown, Mysterio a interférer dans le match de Jericho contre Punk avant de défier le champion, un match Title vs Mask à The Bash.

### Réception
9 124 personnes ont assisté à Extreme Rules. Le show a recueilli 213 000 d'achat, une augmentation par rapport à One Night Stand 2008 qui lui avait 194 000 d'achats.
Le spectacle a reçu des critiques mitigées des fans et des critiques. Bryan Alvarez a donné un rapport direct du spectacle, du rapports sur l'action comme il est apparu; il a exprimé que le spectacle n'était pas mauvais notamment le match pour le titre Intercontinental, appelant la fin "la finition parfaite", ainsi que de donner un avis favorable du match de l'échelle.